# Teuffel
Teuffel, neboli Teufelsturm, případně Fasszieherturm, byla hradební věž v Českých Budějovicích, jedna z bašt vnitřní (hlavní) městské hradby.

## Historie
V úseku mezi Pražskou branou a ulicí Plachého stály dvě hradební věže. Druhá byla podle kronikářských záznamů ze 17. století označována jako Teufelsturm. 12. června 1661 se neudržovaná věž zhroutila, zabila ženu a zranila dvě děti. Roku 1663 začala přestavba, dokončení střechy je datováno květnem 1666. V horním patře věže byl zřízen byt, ve kterém sídlil druhý strážný z Pražské brány. Přístup do brány měl přímo z věže po hradebním ochozu. V roce 1825 byl proveden posudek, který označil stav věže jako velmi špatný a dále konstatoval, že pro zajištění přístupu do věže by muselo být zachováno 50 sáhů (necelých 90 metrů) hradebního ochozu. Město se proto rozhodlo věž prodat, získal ji Philipp Holler, majitel k věži přiléhajícího parkánu, za 275 Fl. W. W. (Rakousko-uherských zlatých). V plánku židovské čtvrti z roku 1824 je věž ještě zakreslena (číslo 133), v Císařském otisku stabilního katastru Čech z roku 1827 již chybí.